# Ciglenik (Oriovac)
Ciglenik es una localidad de Croacia en el ejido del municipio de Oriovac, condado de Brod-Posavina. Hasta la reorganización territorial en Croacia formaba parte del antiguo municipio de Slavonski Brod.

## Geografía
Se encuentra a una altitud de 98 m s. n. m. a 167 km de la capital nacional, Zagreb.

## Demografía
En el censo 2011 el total de población de la localidad fue de 159 habitantes.
| Gráfica de población de Ciglenik 1857-2011                          |
|                                                                     |
| Según los censos de población de la oficina estadística de Croacia. |